# Зеленокам'яний пояс Центральної Лапландії
Зеленокам'яний пояс Центральної Лапландії — пояс зеленокам'яних порід, розташований у північній частині Балтійського щита і входить до регіону Лапландії на півночі Фінляндії.
Зеленокам'яний пояс центральної Лапландії — частина більшого поясу зеленокам'яних порід, що сягає палеопротерозою, складається з метаморфозованих вулканічних порід та осадових порід, що покривають основу архею. Осадження послідовності осадів покриву відбулося між 2,5 та 1,8 мільярдами років тому, і тому зберігається геологічна інформація, що охоплює період 700 мільйонів років історії Землі.
Пояс зеленокам'яних гірських порід центральної Лапландії містить записи тривалої серії розривів, осідань та магматизму до зіткнення та закриття рифту, що відбувся 1,9 мільярда років тому і спричинений об'єднанням суперконтиненту Нуна.